# Десантные транспорты-доки типа «Сан-Антонио»
Десантные транспорты-доки типа «Сан-Антонио» — серия американских десантных транспортов-доков. Строительство началось в 2000 году, головной корабль вступил в строй в 2006 году, в настоящее время 11 кораблей находятся в составе ВМС США, ещё один в постройке. Корабли этого типа предназначены для замены десантных транспортов-доков типов «Кливленд» и «Трентон», десантных кораблей-доков типа «Анкоридж», танкодесантных кораблей типа «Ньюпорт» и уже выведенных из состава флота десантных грузовых судов типа «Чарльстон».
Первоначально планировалось к постройке 12 кораблей этого типа, затем в связи с сокращением бюджетных ассигнований это число уменьшилось до 10. После закладки десятого корабля было принято решение на постройку ещё одной единицы. На начало 2018 года ВМС США располагали 11 кораблями такого типа, еще один находился в постройке и еще на один заключен контракт. Стоимость серийного корабля точно неизвестна, на постройку головного корабля потрачено $1,4 млрд..

## Десантовместимость
- 2 катера на воздушной подушке LCAC
- или 1 десантный катер LCU
- или 14 десантных транспортёров

## Состав серии
| Название       | Номер  | Верфь    | Заложен    | Спущен     | В строю    | Порт       | Регистр |
| -------------- | ------ | -------- | ---------- | ---------- | ---------- | ---------- | ------- |
| San Antonio    | LPD-17 | Avondale | 09.12.2000 | 12.07.2003 | 14.01.2006 | Норфолк    | LPD-17  |
| New Orleans    | LPD-18 | Avondale | 14.10.2002 | 11.12.2004 | 10.03.2007 | Сан-Диего  | LPD-18  |
| Mesa Verde     | LPD-19 | Ingalls  | 08.11.2002 | 19.11.2004 | 15.12.2007 | Норфолк    | LPD-19  |
| Green Bay      | LPD-20 | Avondale | 07.08.2003 | 11.08.2006 | 24.01.2009 | Сан-Диего  | LPD-20  |
| New York       | LPD-21 | Avondale | 30.08.2004 | 19.12.2007 | 07.11.2009 | Норфолк    | LPD-21  |
| San Diego      | LPD-22 | Ingalls  | 23.05.2007 | 07.05.2010 | 19.05.2012 | Сан-Диего  | LPD-22  |
| Anchorage      | LPD-23 | Avondale | 24.09.2007 | 12.02.2011 | 04.05.2013 | Сан-Диего  | LPD-23  |
| Arlington      | LPD-24 | Ingalls  | 26.05.2008 | 23.11.2010 | 08.02.2013 | Норфолк    | LPD-24  |
| Somerset       | LPD-25 | Avondale | 11.12.2009 | 14.04.2012 | 01.03.2014 | Сан- Диего | LPD-25  |
| John P. Murtha | LPD-26 | Ingalls  | 06.06.2012 | 02.11.2014 | 08.10.2016 | Сан-Диего  | LPD-26  |
| Portland       | LPD-27 | Ingalls  | 20.05.2013 | 13.04.2016 | 18.09.2017 | [ 3 ]      | LPD-27  |

## Галерея

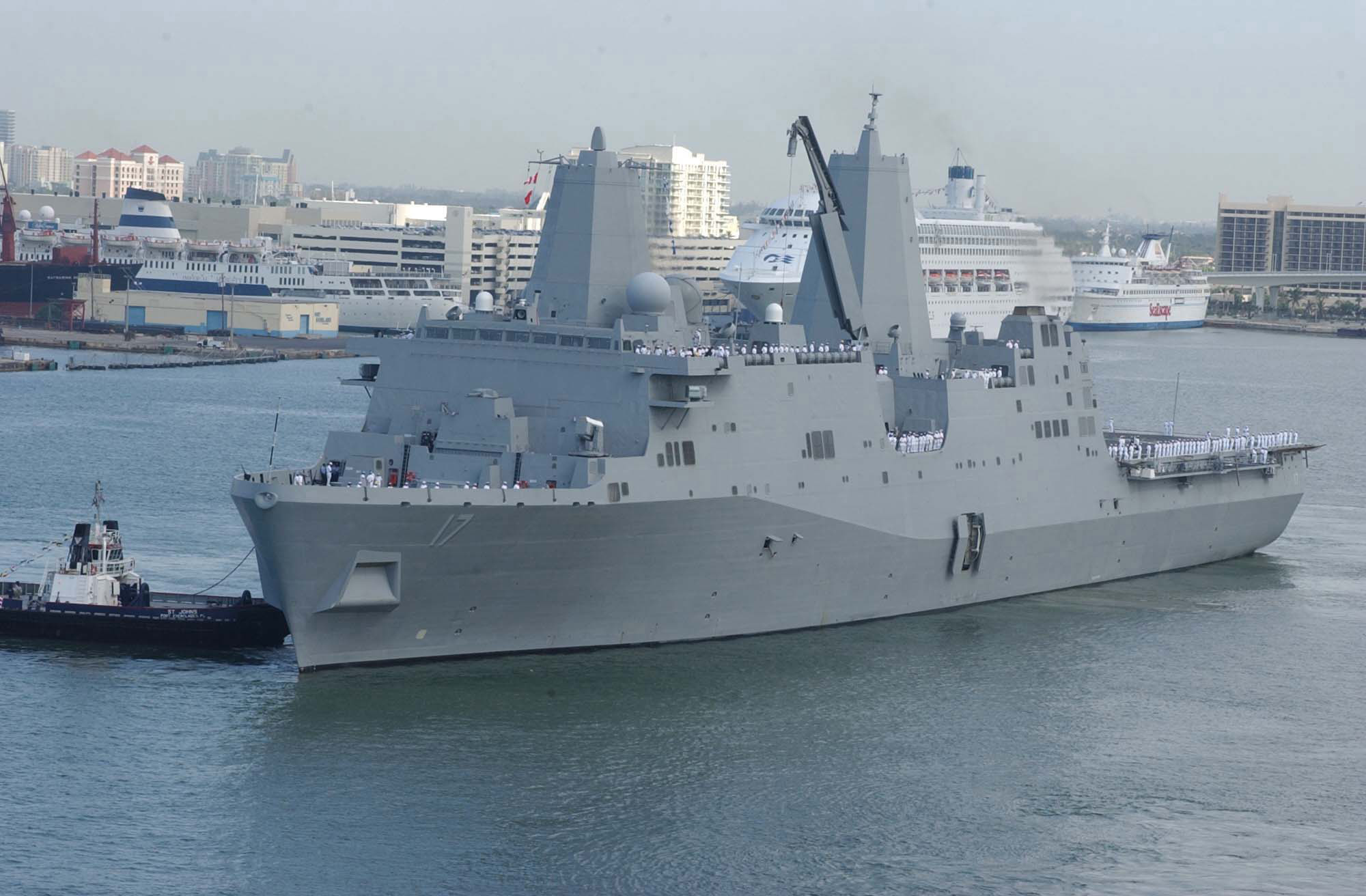
LPD-17 «Сан-Антонио».
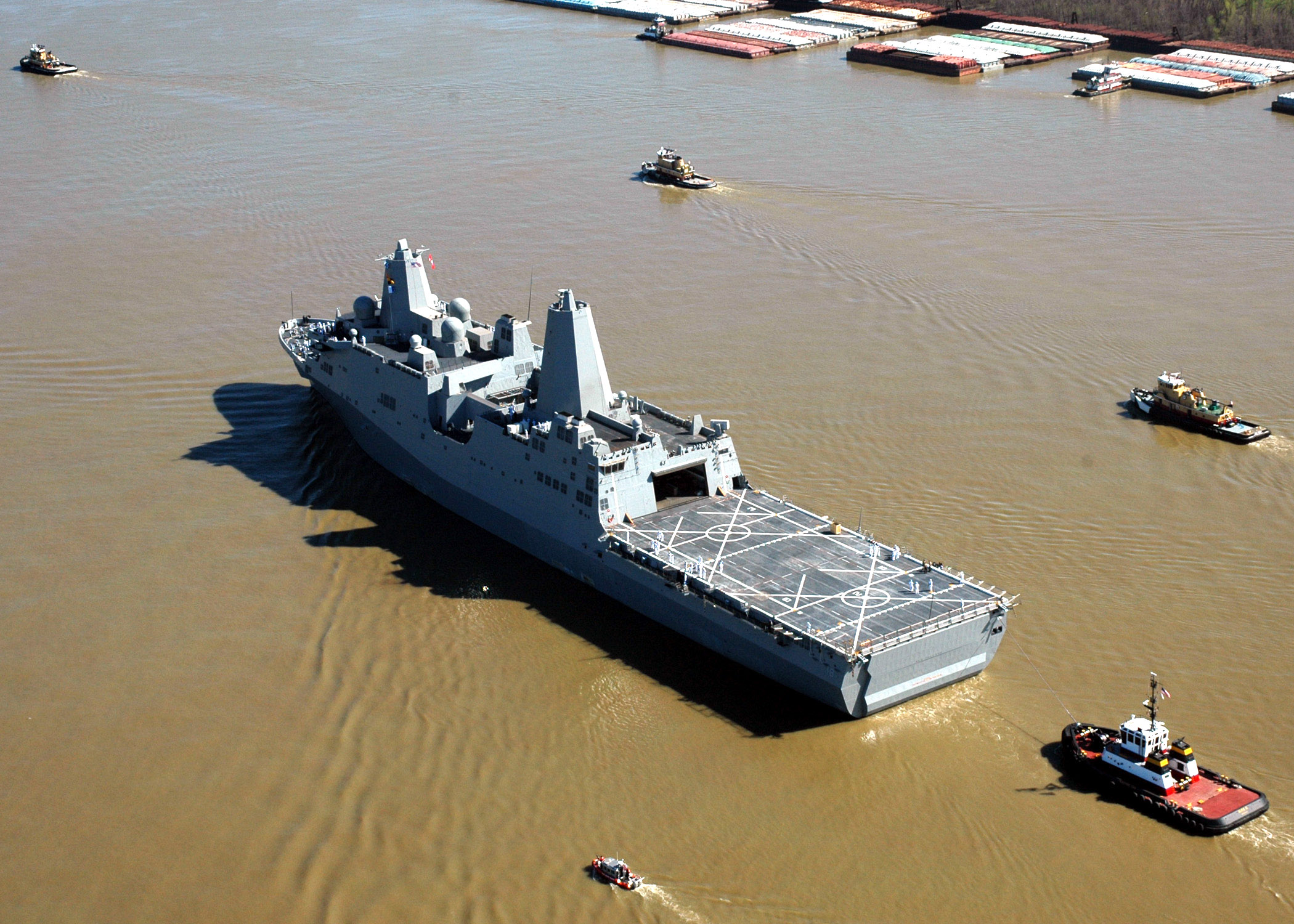
LPD-18 «Нью-Орлеан».
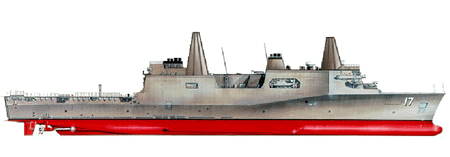
Рисунок LPD-17
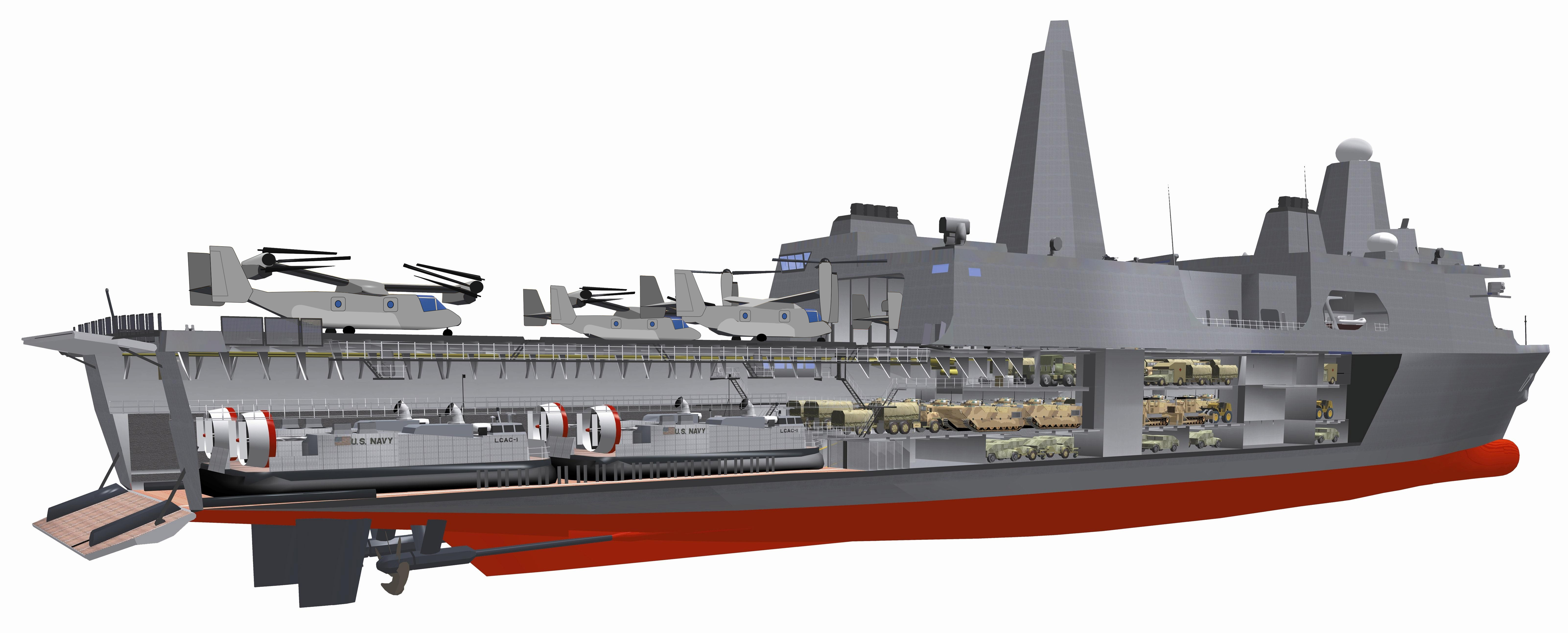
Рисунок LPD-17
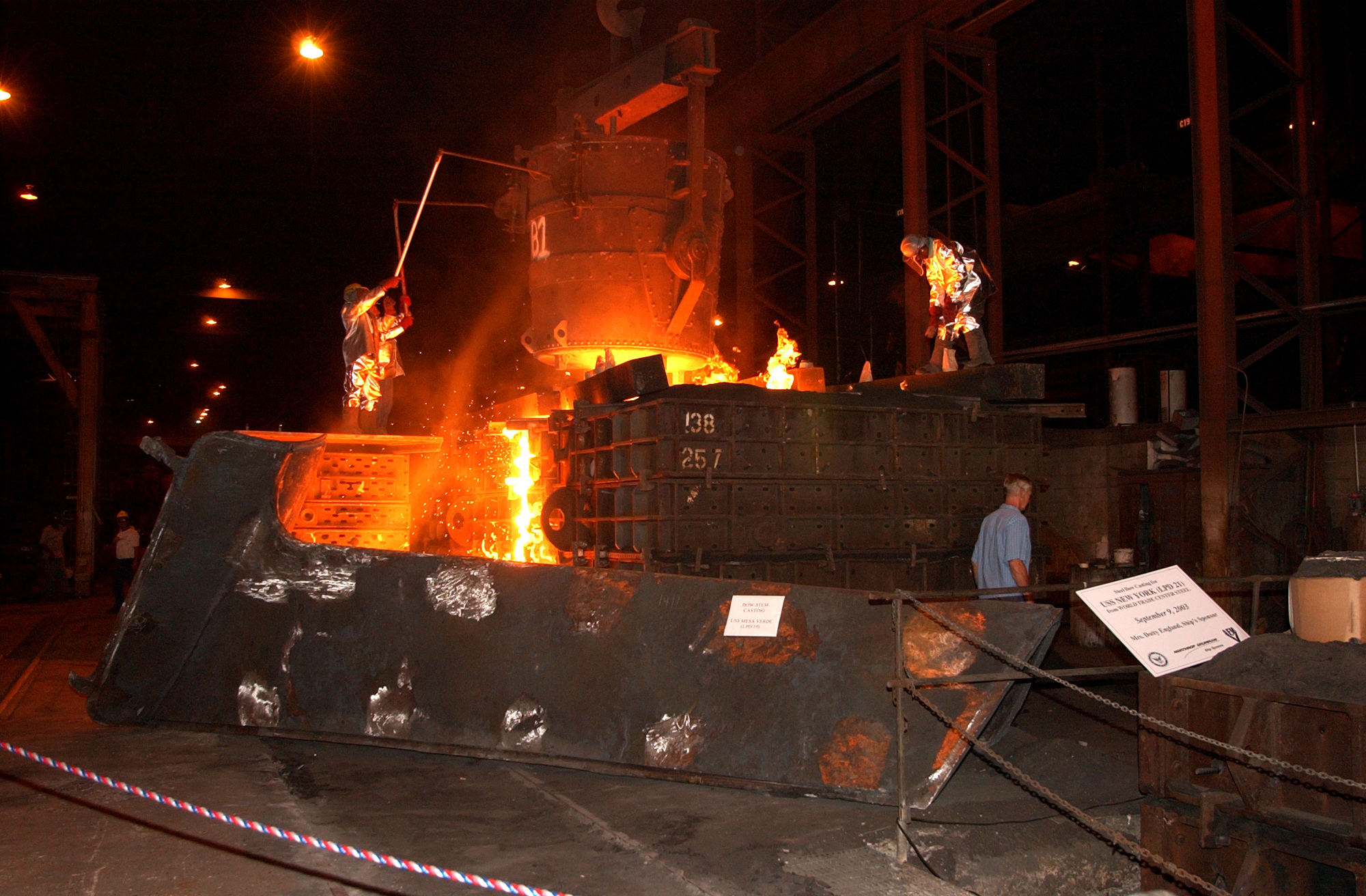
Стальные фрагменты разрушенных зданий ВТЦ использованы при постройке LPD-21 «Нью-Йорк»
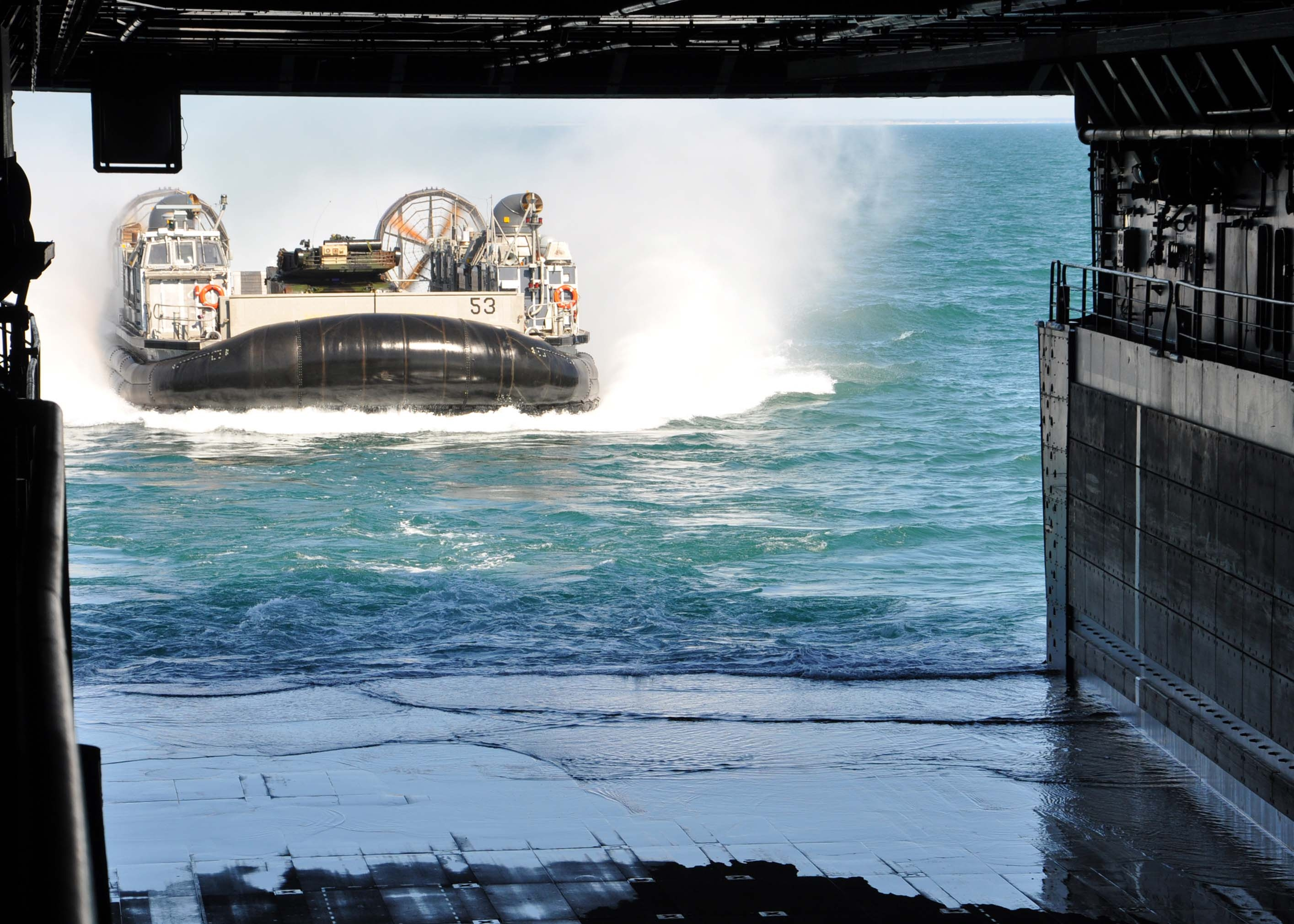
Судно на воздушной подушке заходит в док корабля типа «Сан-Антонио»